# Religia Mezopotamii
Religia Mezopotamii – zbiór wierzeń politeistycznych o szerokim zasięgu, który rozciągał się na prawie cały Bliski Wschód. Echo wierzeń Mezopotamii jest widoczne w wielu innych kulturach.

## Periodyzacja
Religia Mezopotamii składa się z wielu odgałęzień, powstawała bowiem z tradycji lokalnych wierzeń, które w procesie dziejowym oddziaływały na siebie w większym lub mniejszym stopniu, i często były uzależnione od aktualnej sytuacji politycznej w regionie. Historia religii Mezopotamii obejmuje okres od IV tysiąclecia p.n.e., gdy na tym terenie zaczęły powstawać wielkie ośrodki miejskie, do końca I tysiąclecia p.n.e., to jest do epoki hellenistycznej. W ciągu ponad trzech tysiącleci w Mezopotamii osiedlały się następujące ludy:
- Sumerowie (koniec IV tysiąclecia p.n.e.)
- Akadyjczycy (połowa III tysiąclecia p.n.e.)
- Gutejowie (XXIII wiek p.n.e.)
- Amoryci (XXI wiek p.n.e.)
- Huryci (XX–XIX wiek p.n.e.)
- Kasyci (XVII wiek p.n.e.)
- Aramejczycy (XII–X wiek p.n.e.)[1]

## Źródła do badań nad religią Mezopotamii
Głównym źródłem informacji o religii Mezopotamii są odnalezione w trakcie badań archeologicznych teksty spisane na tabliczkach glinianych pismem klinowym:
Źródła sumeryjskie
- spis darów dla świątyni E-ana w Uruk (koniec IV tysiąclecia p.n.e.)
- teksty z Szuruppak (około 2600 rok p.n.e.)
- teksty znalezione podczas wykopalisk na stanowisku archeologicznym w Abu Salabich (około 2600 rok p.n.e.)
- archiwum z Nippur
- inskrypcje królów z Girsu, w tym teksty z okresu panowania Gudei (XXII wiek p.n.e.)

Źródła akadyjskie
- tzw. hymny Enheduanny (XXIV wiek p.n.e.)
- teksty administracyjne z okresu III dynastii z Ur, zawierające wzmianki o działalności świątyń oraz świętach religijnych
- mity i hymny na cześć władców
- teksty okresu Isin-Larsa, zawierające opis rytuałów, związanych ze świętem zaślubin Inanny i Dumuziego
- hymny okresu Isin-Larsa
- teksty religijne z archiwum pałacu w Mari
- listy prywatne na temat religijności indywidualnej (I połowa II tysiąclecia p.n.e.)
- teksty z archiwum w Aszur, biblioteki w Niniwie i archiwum w Uruk o charakterze egzorcystycznym, apotropaicznym (magiczne teksty ochronne) i ezoterycznym (II połowa II tysiąclecia p.n.e. – II połowa I tysiąclecia p.n.e.)
- teksty religijne i mitologiczne, odnalezione podczas wykopalisk w Ebla, Hattusas, Elamie, Achetatonie.

Wiedzę o religii Mezopotamii uzupełniają badania nad dziełami sztuki i architektury: rzeźby, płaskorzeźby, w tym kudurru i pieczęcie cylindryczne, oraz świątynie i kaplice.

## Wierzenia lokalne
Religia sumeryjska
W społeczeństwie sumeryjskim każde miasto miało własną tradycję religijną. Wspólnym elementem teologii lokalnych był opiekun miasta, a jednocześnie najwyższe bóstwo danego panteonu, dla przykładu:
- Enki w Eridu
- Enlil w Nippur
- Inana i An w Uruk
- Nanna w Ur
- Ningirsu w Girsu.

Sposób postrzegania świata miał swoje odzwierciedlenie w mitologii. Tak, na przykład, wojny i konflikty pomiędzy miastami wyjaśniano za pomocą opowieści o waśniach między bogami. Zależność mniejszych ośrodków miejskich z własnymi bóstwami opiekuńczymi od władców wielkich miast tłumaczona była za pomocą mitów o poddaństwie mniejszych bóstw potężniejszym. Pomimo iż każde miasto Mezopotamii posiadało własnego opiekuna, lokalne tradycje religijne nie odrzucały naczelnej pozycji Enlila. Uchodził on za władcę bogów, a jego świątynia E-kur w Nippur było najświętszym miejscem kultu w religii Sumerów. 
Religia babilońska
Religia babilońska wywodziła się głównie z wierzeń Sumerów. W początkowym okresie jedną z najważniejszych jej cech był kult płodności. Na początku II tysiąclecia p.n.e., gdy rozpoczął się proces powstawania scentralizowanego organizmu państwowego, pojawiła się potrzeba ustanowienia jednego bóstwa narodowego, którym został Marduk. Babiloński kult religijny polegał dokonywaniu ofiar, libacji oraz obrzędach magicznych. Sprawowaniem rytuałów zajmowali się liczni kapłani, z których każdy miał własne wyznaczone zadanie. Przed szkodliwym działaniem demonów i duchów używali amuletów i mieli specjalnie wyznaczonych kapłanów dla odprawiania egzorcyzmów. 
Religia asyryjska
Oficjalna religia asyryjska została zapożyczona z Babilonu, jednak w codziennym życiu w społeczeństwie asyryjskim istniały rodzime wierzenia, spokrewnione z religią Hurytów. W odróżnieniu od religii babilońskiej narodowym bóstwem Asyryjczyków był Aszur, Marduk zaś był jednym z bogów. W wyobrażeniach Asyryjczyków monarchia asyryjska była odzwierciedleniem królestwa Aszura. Religia w państwie asyryjskim – ze względu na wysoką pozycję kapłanów – wywierała wpływ na kierunek rozwoju kultury.

## Panteon
Katalogowaniem i spisywaniem bóstw zajmowali się kapłani. Stare bóstwa znikały, a na ich miejsce pojawiały się nowe. Czasem o bóstwach zapominano, łączono kilka bóstw w jedno, bądź też na odwrót – z jednego powstawało kilka nowych. Liczba bogów w Babilonii i Asyrii przekraczała aż trzy tysiące.
W wyniku wydarzeń politycznych na czoło panteonu wyszło dwóch małych, lokalnych bogów. Najpierw, za czasów Hammurabiego Enlila, boga Nippuru odsunął w cień bóg Babilonu – Marduk. Potem ten sam los spotkał jego, gdy w czasach supremacji Asyrii na najwyższe miejsce wyszedł bóg miasta Assur – wojowniczy i bezwzględny Assur. W tym czasie bogowie zmieniali nie tylko imiona i znaczenie, lecz i przymioty. Stało się tak, że okrutny Assur, przejmując cechy Marduka stał się ojcem bogów, panem przeznaczenia i złagodniał.
Nie brakowało też w panteonie bóstw żeńskich, a szczególnie rozpowszechniony był kult bogini-matki. Tak jak w innych kulturach, w Mezopotamii każdy bóg był patronem pewnych zjawisk bądź pojęć. Np. Nabu był bogiem mądrości, pisma i literatury, a Ninurta bogiem wojny, burzy i rolnictwa. 

## Święta
Najważniejszym świętem w Mezopotamii było zagmu – rozpoczęcie nowego roku kalendarzowego. Podczas obchodów opiekun i najwyższe bóstwo danego miasta symbolicznie potwierdzało swoje prawo do władzy, określając losy ludzkości na następny rok. W czasach panowania III dynastii z Ur oraz w okresie Isin-Larsa w trakcie zagmu odbywały się misteria zaślubin Inanny z królem. Drugim co do ważności było święto akitu. Obchodzono je co pół roku. W okresie babilońskim zostało połączone z zagmu. Z okazji zmian faz księżyca trzy razy w miesiącu urządzano święto esz-esz. Święto to było upowszechnione zwłaszcza na przełomie III i II tysiąclecia p.n.e. Latem odbywały się uroczystości na cześć zmarłych – taklimtu i neizigar. Dorocznym świętem lokalnym, związanym z kalendarzem rolniczym, było gusisu.
Obchody świąt kalendarzowych były powiązane z określonymi rytuałami, których opisy dostarczyły przede wszystkim teksty administracyjne, menologia oraz mity i komentarze do nich. Najczęściej podczas święta posąg głównego bóstwa panteonu był wynoszony ze świątyni i umieszczany w barce ezem-maana lub w rydwanie, po czym odbywała się uroczysta procesja. Niekiedy statua bóstwa odbywała podróż do innego miasta.

## Magia
Ważną rolę w życiu religijnym stanowiła astrologia, czyli obserwacja ruchów ciał niebieskich w celu przepowiadania przyszłości. Babilończycy uważali, że z ruchów gwiazd można odczytać zamierzenia bogów w sprawach politycznych i militarnych. Ludzie czuli się otoczeni demonami, które zawsze były gotowe, aby napaść na człowieka. Żeby chronić się przed nimi noszono amulety wraz z zapisanymi na nimi zaklęciami i wyrzeźbionym demonem, przed którym strzegł dany amulet. Kiedy ofiara zdradzała objawy opętania przez demona, wzywano egzorcystę, który przy pomocy zaklęć i obrzędów wyganiał złego ducha, lub też łączył je z zabiegami chirurgicznymi i sztuką medyczną. Było to spowodowane tym, że grzech (w ich rozumieniu - nieprzestrzeganie norm etycznych, których łamanie nie było karane przez sąd) uważano za pewnego rodzaju chorobę, którą należy uleczyć. Tym samym chory mógł być uważany za opętanego.
Oprócz wróżb astrologicznych bogowie zsyłali też wróżby pod postacią snów, zachowania się zwierząt, narodzin potworów, czy zjawisk przypadkowych. Wróżono też z wątroby zwierząt. Ten ostatni sposób wróżenia oraz astrologia służyły królowi, państwu i wysokim dostojnikom. Osoby prywatne mogły korzystać tylko z pozostałych sposobów. W mitologii mezopotamskiej człowiek jest sługą bogów i ich namiestnikiem na ziemi, stworzonym po to, aby odciążyć bogów w ich pracy. Kapłani mieszkali w świątyni. 

## Kult
Mieszkańcy Mezopotamii mogli odprawiać kult religijny w sanktuariach pod gołym niebem, prywatnych kapliczkach, lecz głównymi ośrodkami życia religijnego były świątynie. Głównym miejscem w świątyni był posąg boga wyrzeźbiony w drewnie i ozdobiony metalem i drogimi kamieniami. Świątynie powiększano stopniowo tak, że np. w Eridu budowano od podstaw świątynię na tym samym miejscu kilkakrotnie, dzięki czemu powstało sztuczne wzgórze. Niektórzy uczeni uważają, że ten proces przyczynił się do koncepcji budowy zigguratów. Były to schodkowe wieże świątynne o kształcie zbliżonym do piramidy, sięgające wysokości 50 metrów. Na ich szczycie znajdowała się jedna lub kilka świątyń pokrytych błękitną glazurą. 
Wierni musieli składać ofiary swoim bogom z jadła, napojów, oliwy, wina i niekiedy krwi zwierząt. 

## Wpływ na inne religie
Kultura religijna Sumerów i Babilończyków oddziaływała nie tylko na Międzyrzecze, lecz i na krainy ościenne, czego najlepszym przykładem jest Biblia, zawierająca zaczerpnięte z mitologii mezopotamskiej zdarzenia. Jest to np. potop opisany w pierwszym wielkim dziele literackim – eposie o Gilgameszu, budowa Wieży Babel, którą był prawdopodobnie ziggurat w Babilonie, czy chociażby przekazanie Mojżeszowi przykazań, co ma swój odpowiednik w Mezopotamii w prawach Hammurabiego ofiarowanych królowi przez boga słońca – Szamasza.